# Bréhal
Bréhal is een gemeente in het Franse departement Manche (regio Normandië). De plaats maakt deel uit van het arrondissement Coutances. Bréhal telde op 1 januari 2022 3.480 inwoners.

## Geografie
De oppervlakte van Bréhal bedroeg op 1 januari 2022 12,71 vierkante kilometer; de bevolkingsdichtheid was toen 273,8 inwoners per km².
Het centrum van Bréhal ligt in het binnenland. Aan de kust ligt de badplaats Saint-Martin-de-Bréhal. Daartussen, aan weerszijden van de Vanlee, liggen de dorpen Le Pont-Guyot en Saint-Martin-le-Vieux.

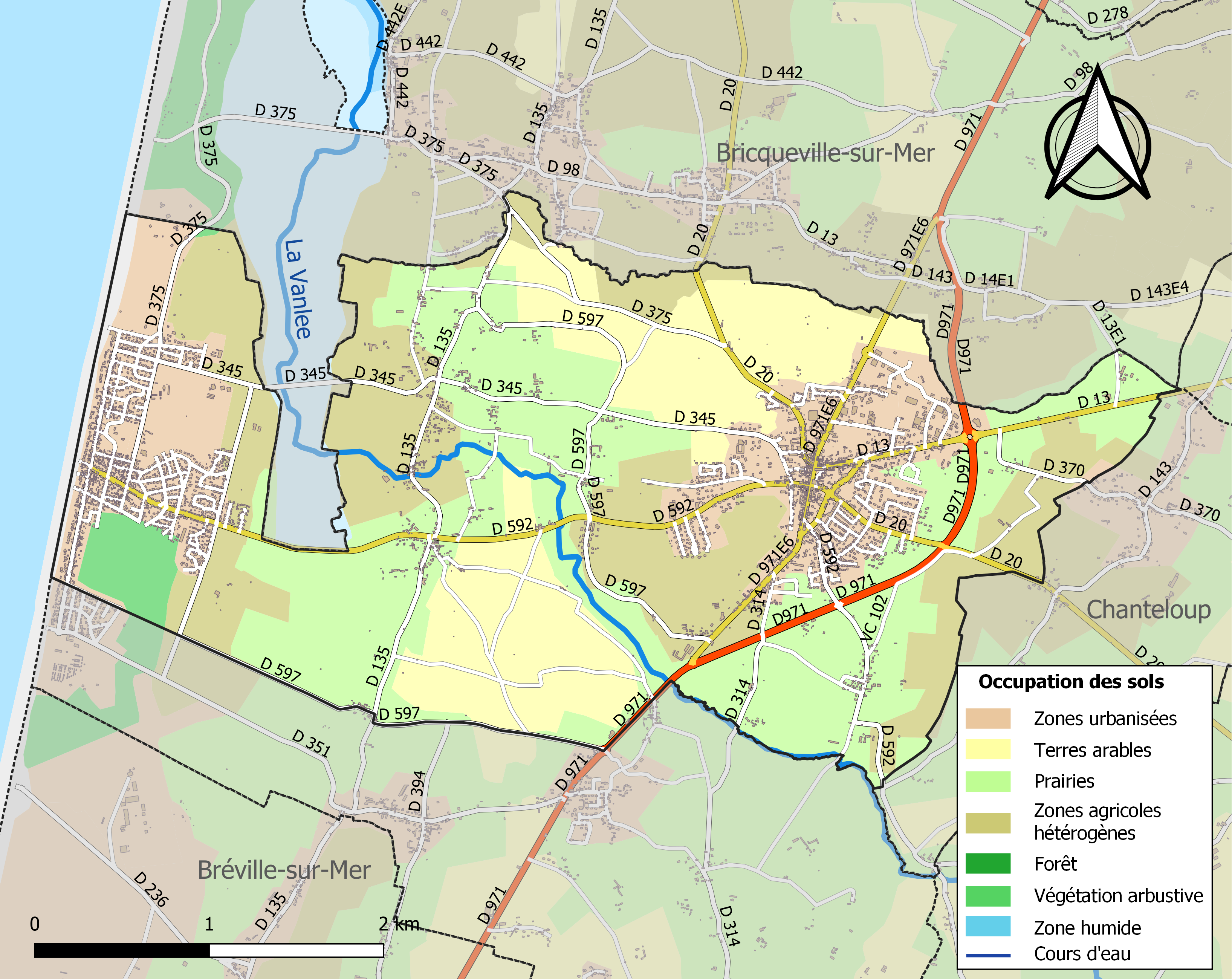
Kaart van de gemeente met de belangrijkste infrastructuur, bodemgebruik en omliggende gemeenten

## Demografie
Onderstaande figuur toont het verloop van het inwonertal (bron: INSEE-tellingen).